# Gnophos desperataria
Gnophos desperataria är en fjärilsart som beskrevs av Fuchs 1900. Gnophos desperataria ingår i släktet Gnophos och familjen mätare. Inga underarter finns listade i Catalogue of Life.